# هياج
HIAG ( (بالألمانية: Hilfsgemeinschaft auf Gegenseitigkeit der Angehörigen der ehemaligen Waffen-SS)‏، بالمعنى الحرفي "جمعية المساعدة المتبادلة للأعضاء السابقين في فافن-
إس إس") كانت جماعة ضغط ومنظمة قدامى المحاربين الإنكار التي أسسها أفراد سابقون في فافن إس إس في ألمانيا الغربية في عام 1951. كان هدفها الرئيسي هو تحقيق إعادة التأهيل القانوني والاقتصادي والتاريخي لفافن إس إس.
ولتحقيق هذه الأهداف، أجرت المنظمة الاتصالات مع الأحزاب السياسية، واستخدمت جهود الإنكار والدعائية التاريخية، بما في ذلك الدوريات والكتب والخطب العامة. كانت دار النشر المملوكة لـ HIAG، مونين فيرلاج، بمثابة منصة لتحقيق أهدافها الدعائية.
على اتصال دائم مع ماضي أعضائها النازي، كانت HIAG موضع جدل كبير، سواء في ألمانيا الغربية أو في الخارج. تم حلها في عام 1992 على المستوى الفيدرالي، لكن الجماعات المحلية، إلى جانب الدورية الشهرية للمنظمة، استمرت في الوجود حتى القرن الحادي والعشرين.
حققت HIAG أهدافها جزئياً في إعادة التأهيل القانوني والاقتصادي لفافن إس إس، أدت جهود الدعاية إلى إعادة تشكيل صورة فافن-إس إس في الثقافة الشعبية. لا تزال النتائج محسوسة، حيث تفوق عدد كبير من الدراسات التاريخية للهواة والمذكرات والكتب المصورة والمواقع الإلكترونية والألعاب النارية على العلاجات العلمية.

## التشكيل
بدأ تاريخ HIAG في أواخر عام 1950 بدمج تدريجي للمجموعات المحلية. غالبية أعضائها كانوا صغار الضباط السابقين في فافن-إس إس.  في صيف عام 1951، تم تأسيسها رسميا من قبل أوتو كوم ، وهو SS-بريغيجاديه فوهرر سابق.  بحلول أكتوبر 1951، ادعت HIAG أنها تتكون من 376 فرعا محليا. 

### قيادة

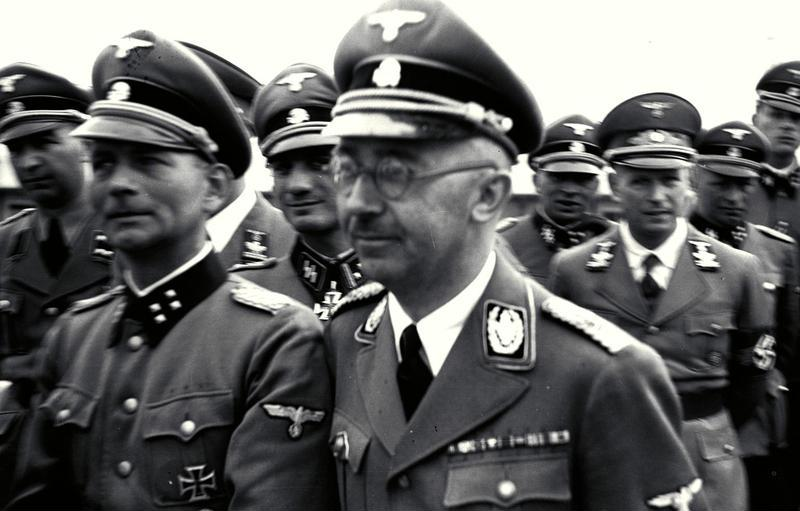
جولة SS عام 1941 لمعسكر الاعتقال في ماوتهاوزن برئاسة هاينريش هيملر (في الوسط). شارك في (الصف الأمامي ، اليسار) ، ويلهيلم بيتريتش ، وبول هوسر ، الذي أصبح شخصيات رئيسية في HIAG بعد الحرب.

وبحلول ديسمبر 1951، كان بول هوسر، الجنرال السابق في فافن-إس إس، أول متحدث رسمي باسم HIAG.  أصبح قائدان سابقان معروفان في فافن-إس إس، وهما فيليكس شتاينر وHerbert Gille، من أوائل الشخصيات البارزة.  سيب ديتريش  وكورت ماير  عضوين نشطين عند إطلاق سراحهما من السجن، في عامي 1955 و1954. أصبح ماير أكثر المتحدثين فعالية في HIAG.  بعد وفاته في عام 1961، تولى هذا الدور إريك إيبهاردت ، الذي كان يعمل سابقًا في فرقة بانزر إس إس توتنكوبف الثالثة.  اعتبارا من عام 1977، شغل فيلهلم بيتريتش منصب رئيس مجلس الإدارة؛  اعتبارًا من عام 1976 قام هوبير ماير بدور الناطق الرسمي باسم الفيدرالية. 
كانت عضوية HIAG مفتوحة لمجرمي الحرب المدانين، وكان موقف المجموعة هو إعفاءهم من مسؤوليتهم. على سبيل المثال، احتضنت المجموعة علنا ودعت نيابة عن ديتريش، والتر ريدر، وهربرت كابلر، الرجال السابقين في قوات الأمن الخاصة الذين أدينوا بارتكاب جرائم حرب. 

### اقتباسات
1. 1 2 3 4 5  Large 1987.
2. ↑  MacKenzie 1997.
3. ↑  Caddick-Adams 2014.
4. ↑  Stein 1984.
5. ↑  Cüppers 2005.
6. ↑  Chairoff 1977.
7. ↑  Parker 2014.
8. ↑  Kühne 2017.